# Ladislav Vácha
Ladislav Vácha (ur. 21 marca 1899 w Brnie, zm. 28 czerwca 1943 w Zlinie) – czechosłowacki gimnastyk, uczestnik igrzysk w Antwerpii, medalista olimpijski z Paryża i Amsterdamu.